# Георг Браун (фудбалер)
Георг Браун (Беч, 22. фебруар 1907 — Линц, 22. септембар 1963) био је аустријски фудбалер и тренер.
Браун је био део фудбалске репрезентације Аустрије на Светском првенству у фудбалу 1934. Одиграо је 13 утакмица и постигао један гол.

## Трофеји
- Куп Аустрије (1):
  - 1931